# Nicotiana undulata
Nicotiana undulata là loài thực vật có hoa trong họ Cà. Loài này được Ruiz & Pav. mô tả khoa học đầu tiên năm 1799.